# Rivista Italiana di Ornitologia
La Rivista Italiana di Ornitologia - Research in Ornithology (comunemente abbreviata RIO) è la rivista decana per quanto riguarda l'ornitologia italiana in quanto fondata nel 1911 da Ettore Arrigoni degli Oddi, Filippo Cavazza, Francesco Chigi, Alessandro Ghigi, Giacinto Martorelli e Tommaso Salvadori, i più prestigiosi nomi dell'ornitologia storica nazionale.
La Rivista ebbe due edizioni: la prima edizione della venne pubblicata dal 1911 al 1925 e poi riproposta come seconda edizione nel 1931, senza per questo però cambiare nome della testata. Nel 1931 la direzione passa ad Arrigoni degli Oddi e nel 1933 ad Edgardo Moltoni (che poi ne divenne proprietario ed editore), che la condurrà fino alla sua scomparsa nel 1980.
Nel 1971, dopo Toschi, vennero chiamati da Moltoni nella redazione della Rivista, Elio Augusto Di Carlo, Antonino Trischitta e Sergio Frugis.
Nel 1981 la rivista diviene periodico della Società Italiana di Scienze Naturali e del Museo civico di storia naturale di Milano sotto la direzione di C. Conci.